# Liegi-Bastogne-Liegi 1948
La Liegi-Bastogne-Liegi 1948, trentaquattresima edizione della corsa, fu disputata il 2 maggio 1948 per un percorso di 205 km. Fu vinta dal belga Maurice Mollin, giunto al traguardo in 5h52'00" alla media di 34,943 km/h, precedendo i connazionali Raymond Impanis e Louis Caput. 
I corridori che portarono a termine la gara al traguardo di Liegi furono in totale 40.

## Ordine d'arrivo (Top 10)
| Pos. | Corridore            | Squadra            | Tempo    |
| ---- | -------------------- | ------------------ | -------- |
| 1    | Maurice Mollin       | Mercier-Hutchinson | 5h52'00" |
| 2    | Raymond Impanis      | Belgio             | s.t.     |
| 3    | Louis Caput          | Olympia-Dunlop     | s.t.     |
| 4    | Adolf Verschueren    | Mercier-Hutchinson | s.t.     |
| 5    | Camille Danguillaume | Peugeot-Dunlop     | s.t.     |
| 6    | Frans Leenen         | Belgio             | s.t.     |
| 7    | Henri Van Kerckhove  | Garin-Wolber       | s.t.     |
| 8    | Edward Van Dijck     | Belgio             | s.t.     |
| 9    | Marcel Rijckaert     | Mercier-Hutchinson | s.t.     |
| 10   | Albert Dubuisson     | Rochet-Dunlop      | s.t.     |